# Bernard Morel (économiste)
Pour les articles homonymes, voir Bernard Morel.
 (avril 2015).
Si vous disposez d'ouvrages ou d'articles de référence ou si vous connaissez des sites web de qualité traitant du thème abordé ici, merci de compléter l'article en donnant les références utiles à sa vérifiabilité et en les liant à la section « Notes et références ».
Bernard Morel, né le 27 mars 1946 à Bihorel (Seine-Maritime) et mort le 11 novembre 2021 dans le 7e arrondissement de Marseille,, est professeur émérite des universités et homme politique français, vice-président du conseil régional de Provence-Alpes-Côte d’Azur, président de l’établissement public Euroméditerranée. 

## Biographie
Économiste, Bernard Morel est docteur d'État en sciences économiques. Ses travaux ont d’abord porté sur la prévision économique et sociale, et plus particulièrement aux relations entre prévisions à long terme et prévisions à court terme. C’était le sujet de sa thèse, soutenue en 1977 et dirigée par le professeur Christian Goux dont il deviendra le collaborateur d’abord au sein du Laboratoire de conjoncture et prospective à Chaville (Yvelines) et à Bandol (Var). Dans un deuxième temps, ses travaux ont été consacrés à l’économie géographique – et plus particulièrement à l’économie régionale – et à l’aménagement du territoire et à l’urbanisme.

### Parcours professionnel
Assistant à l'université de Toulon (1979-1980), Bernard Morel a intégré en 1980 l'université Lyon 2, comme maître-assistant. Il y est resté jusqu'en 1983 et y est retourné de 1995 à 1999, comme professeur des universités en poste à l'Institut d'urbanisme de Lyon. De 1983 à 1995, c'est à l'École des hautes études en sciences sociales (antenne de Marseille) qu'il a exercé tout en étant membre du Groupe de recherche en économie quantitative (GREQAM). Par ailleurs, lauréat de la Fondation du Japon, il a été l'assistant fellow à l'université du Québec à Trois-Rivières, d'août 1987 à janvier 1988.
Il a pris sa retraite en octobre 2010, alors qu’il était en poste à l’université de Provence depuis 1999 dont il sera, de 2004 à 2008, membre élu du Conseil d'administration et conseiller du Président.
De 2004 à 2010, il a dirigé la Maison méditerranéenne des sciences de l'homme d’Aix-en-Provence. Co-directeur du master « Villes et Territoires » (2004-2008), habilité par l’université de Provence, l’université de la Méditerranée, l’université Paul Cézanne, l’École nationale du paysage de Versailles, l’École nationale d’architecture de Marseille-Luminy.
Bernard Morel a été membre du Conseil national d'orientation de l'urbanisme et des techniques de l'habitat (1984-1986), membre du conseil d’administration de l'École nationale du paysage de Versailles (de 2000 à 2008) et du conseil d’administration de l’École nationale d'architecture de Marseille depuis 2004. De 1991 à 1995, sous l’autorité du Délégué à l'Aménagement du territoire, Jean-Louis Guigou, il a été animateur interrégional (Provence-Alpes-Côte d’Azur, Languedoc-Roussillon, Midi-Pyrénées) de la Prospective pour la DATAR.

### Parcours public et politique
Membre du Comité de rédaction de la revue, « Économie et Socialisme », créé par Pierre Joxe, Bernard Morel a beaucoup travaillé sur Marseille avec Philippe Sanmarco avec qui il a écrit deux ouvrages. Bernard Morel a collaboré, à partir de juin 1981, au cabinet de Christian Goux lorsque celui-ci était Président de la Commission des Finances, de l’Économie et du Plan de l’Assemblée nationale (1981-1986).
En 1987, il entame une longue collaboration avec Michel Vauzelle, d’abord dans le cadre de la Fondation Sud, Fondation dont le but était de développer les relations dans le bassin méditerranéen. Lorsque Michel Vauzelle devient président de la Région Provence-Alpes-Côte d’Azur en 1998, il devient son directeur de cabinet jusqu’en 2001, puis chargé de mission jusqu’en 2007. En 2007, il est nommé jusqu’en 2010, au titre des représentants universitaires, membre du Conseil économique et social régional Provence-Alpes-Côte d’Azur dont il préside la section prospective.
Précédent mandats
- 2008 - 2014 : élu sur la liste du PS conseiller municipal du premier secteur de Marseille[6]
- 2008 - 2014 : élu sur la liste du PS conseiller communautaire à la Communauté urbaine Marseille Provence Métropole[6]
- 2008 - 2014 : Vice-président de la communauté urbaine Marseille Provence Métropole, et délégué à l’emploi et au développement économique en 2012
- 2010 - 2012 : élu sur la liste du PS conseiller régional de Provence-Alpes-Côte-d'Azur, et délégué à l’enseignement supérieur, à la recherche et à l’innovation, sous la présidence de Michel Vauzelle[6]

Mandats en cours
- Depuis 2012 : Vice-président à l'Économie du Conseil régional de Provence-Alpes-Côte-d'Azur, et délégué à l’Emploi, au Développement économique régional, à l’Enseignement supérieur, à la recherche et à l’innovation, sous la présidence de Michel Vauzelle[6].

Autres fonctions
- Membre du Conseil de surveillance du Grand Port de Marseille
- Membre du Conseil d’administration des universités d’Aix-Marseille, d’Avignon, de Nice et de Toulon
- Depuis 2010 : Membre du Conseil d'administration de l’Établissement public d'aménagement Euroméditerranée
- Depuis 2014 : Président du Conseil d’'administration d'Euroméditerranée

## Décoration
- Chevalier de l'ordre des Palmes académiques

## Publications
Bernard Morel est auteur ou co-auteur de dix-sept ouvrages et d’une centaine d’articles. Sont remarqués comme ouvrage de référence :
- Évaluation de la qualité de la vie, : prospective de l'agglomération de Rouen, Paris, La Documentation française, 1978 (3 tomes)
- L'évolution des attitudes envers le travail, Bruxelles, FAST-CEE, 1982 - (ouvrage collectif sous la direction de Claude Gruson)
- (avec Ph. Sanmarco), Marseille, l'endroit du décor, Aix-en-Provence, Edisud, 1985
- Pour une économie plus humaine, Montréal, Boréal, 1986
- (avec Ph. Sanmarco), Marseille, l'état du futur, Aix-en-Provence, Edisud, 1988, 208 p.
- Le marché des drogues, Édition de l'Aube, 1994
- Marseille : naissance d'une métropole, L'Harmattan, 1998
- (avec Philippe Langevin), L'économie : dynamique de la région Provence-Alpes-Côte d’Azur, Édition de l’Aube, 2002
- (avec Philippe Langevin et Mireille Pile), Les hommes : dynamique de la région Provence-Alpes-Côte d’Azur, Édition de l’Aube, 2002
- Du savon à la puce : l'industrie marseillaise du XVIIe siècle à nos jours - Ouvrage collectif sous la direction de Xavier Daumalin, Nicole Girard, Olivier Raveux, Jeanne Laffitte, Marseille, 2003. « Troisième partie » par Sylvie Daviet, Nicole Girard, Bernard Morel
- Le socialisme : l’idée s’est-elle arrêtée en chemin, L’Harmattan, Paris, 2008